# Sphinx luscitiosa
Bướm đại bàng của Clemens (Sphinx luscitiosa) là một loài bướm đêm thuộc họ Sphingidae. Nó được tìm thấy ở miền đông Bắc Mỹ, from the maritimes phía tây đến central Alberta.
Sải cánh dài 56–80 mm.
Ấu trùng ăn Salix, Populus và Betula species.